# Batalla de Jingxing
La Batalla de Jingxing (井陘 之 戰), también conocida como la Batalla del río Tao (洮 水 之 戰), se libró en el año 205 a. C. entre el ejército de Han, comandado por Han Xin y un ejército de Zhao. Los Zhao fueron liderados por los Príncipes Zhao Xie (趙 歇) de Zhao y Chen Yu (陳餘), también conocido como el Señor de Cheng An (成 安 君), que tenía el cargo de primer ministro de Zhao Xie.

## Antecedentes
Tras conquistar el Estado Wei, el general Han Xin recibió la orden de Liu Bang, el Rey de Han (漢王), de atacar las tierras de Zhao y Dai (代), con la ayuda de Zhang Er (張耳), el príncipe de Changshan (常山王, esencialmente el antiguo príncipe de Zhao). Han Xin aniquiló rápidamente las fuerzas comandadas por el primer ministro de Dai, Xia Yue (夏說), y marchó a través de los Montes Taihang hacia Zhao.
Antes de la batalla, Chen Yu fue aconsejado por Li Zuoju (李左車), el Señor de Guangwu (廣武君) para bloquear las rutas importantes a través de las montañas de Taihang, especialmente el paso de Jingxing. Explicó a Chen Yu que podía ganar fácilmente bloqueando las rutas y explotando los inevitables problemas logísticos de Han Xin. Sin embargo, Chen Yu, que era un erudito confuciano y se enorgullecía de ser el comandante de un ejército con rectitud, respondió que tenía 200 000 hombres y no tenía necesidad de temer al pequeño ejército de Han Xin. La gente no tenía a Han Xin en alta estima en ese momento, lo que le costó mucho a sus oponentes en esta batalla y en la posterior batalla del río Wei.

## Preparativos
Cuando las fuerzas de Han Xin emergieron del paso de Jingxing, se enfrentaron a las fuerzas de Zhao a través del río Tao. Han Xin hizo que sus tropas tomaran un simple desayuno antes de la batalla, declarando que se darían un festín al destruir el ejército de Zhao. Ni siquiera sus oficiales le creyeron, pero siguieron sus órdenes.
En preparación para la batalla, la tarde anterior Han Xin había enviado una pequeña fuerza de 2 000 hombres montados cerca del campamento de Zhao, cada uno con una bandera de batalla roja del ejército Han, y les dijo que debían invadir el campamento de Zhao tan pronto como todo el ejército de Zhao se moviera para presionar el ataque. También hizo que 10 000 hombres cruzaran el río Tao, en ese momento también conocido como el río Ye, 冶河, y cavaran zanjas, y en general fortificó las defensas de su cabeza de puente. Sin embargo, al operar desde la pequeña cabeza de puente de espaldas al río, no podía retirarse en caso de derrota. Chen Yu y los otros comandantes de Zhao se rieron de este movimiento temerario. La estrategia dio lugar a un dicho, luchar una batalla con la espalda de cara al río (背水一戰), y el dicho japonés, posición con la espalda de cara al agua (背水の陣).

## Consecuencias
En el banquete después de la batalla, los oficiales de Han Xin, todavía algo incrédulos ante su propia buena suerte, preguntaron por la razón de los asombrosos despliegues. Han Xin explicó que como estaba al mando de un ejército desarrapado y no era un general de gran renombre, tuvo que recurrir a medidas tan drásticas para obligar a todos a luchar duro. Eso llevó a este dicho: Se logra la supervivencia luchando desde una posición de muerte segura (置之死地而後生).
La batalla del Paso de Jingxing fue una de las varias que establecieron a Han Xin como un gran comandante militar en la historia de China y que finalmente decidió la contienda Chu-Han a favor de Liu Bang.